# Публій Клавдій Пульхр (консул 184 року до н. е.)
Пу́блій Кла́вдій Пульхр (лат. Publius Claudius Pulcher; 224 р. до н. е. — після 181 р. до н. е.) — політичний і військовий діяч Римської республіки, консул 184 року до н. е.

## Життєпис
Походив з патриціанського роду Клавдіїв. Син Аппія Клавдія Пульхра, консула 212 року до н. е. У 189 році до н. е. займав посаду курульного едила, під час чого наклав штраф на торгівців хлібом за приховання зерна. На ці кошти поставив 12 позолочених щитів. У 187 році до н. е. був претором Тарента.
Призначений у 185 році до н. е. уповноважений з розселення римських колоністів у м. Кали, що у Кампанії. У 184 році до н. е. його обрано консулом, разом з Луцієм Порцієм Ліцином. Отримав як проконсул провінцію Лігурія, але не спромігся досягти значних успіхів у боротьбі з лігурійцями.
У 181 році до н. е. Публія Пульхра призначено триумвіром для виведення колоній Коса та Castrum Novum в Етрурії.